# Воскресенский химический комбинат
Воскресе́нский хими́ческий комбина́т (ОАО «Воскресенские минеральные удобрения») — градообразующее предприятие Воскресенска, основанное в 1929 году. Входит в состав ОКХ «Уралхим».
Промплощадка находится в 2,3 километрах от центра Воскресенска, имеет присоединение отдельной железнодорожной веткой к Рязанскому направлению Московской железной дороги.

## История
Химический комбинат построен в 1929 году в первую пятилетку, а в 1930 году был запущен первый цех фосфоритной муки мощностью 200 тыс.тонн в год. В 1931 году начали выпуск минеральных удобрений. В этом же году в городе был запущен в работу завод «Гигант», обеспечивавший цементом строительство комбината.
В 1939 году был запущен цех контактной серной кислоты. 1 апреля 1935 Комбинату присвоили имя Валериана Владимировича Куйбышева.
В годы Великой Отечественной войны комбинат производил танковые ежи, авиационную антизамерзающую жидкость и гранаты Ф1.
2 января 1950 года в должность директора предприятия вступил Докторов Николай Иванович. В этом же году на комбинате был введён в строй первый в стране цех гранулированного суперфосфата. В 1951—1957 годах был освоен выпуск аммиака, азотной кислоты, сложных удобрений. На базе комбината начал функционировать Воскресенский институт (НИУИФ).
В 1959 году на комбинате прошла реконструкция. В 1963 году впервые в СССР был запущен цех двойного гранулированного суперфосфата с отделением экстракционной серной кислоты. В 1966 году был запущен второй цех по производству контактной серной кислоты. В том же году комбинат наградили орденом Ленина. В конце 1969 года был введён в строй ЭФК № 2 первого отделения фосфоритный солей.
В 1970 году было освоено производство аммиака и слабой азотной кислоты, был введён новый цех сложных удобрений. В 1974 году запустили в эксплуатацию цех Моноаммонийфосфата, а в 1975 году — цех серной кислоты № 3, цех фосфоритной кислоты № 4 и цех моноаммонийфосфата № 2.
В 1987 году на комбинате вошли в строй установки СК-41 и СК-48.
В 1999 году был построен цех диаммонийфосфата.
В 2006 году произошло слияние «Воскресенские минеральные удобрения» и «Кормофос», а также и Егорьевского «ГОП» (добыча Егорьевский фосфоритов на Егорьевском месторождении.) В 2008 году более 80 % акций предприятия выкупил ОКХ «Уралхим». Завод начал развиваться, но увеличилось загрязнение. Раньше комбинат принадлежал городу и почти весь доход шёл в бюджет города, а теперь идут только налоги.
В 2012 году былначат выпуск водорастворимых удобрений, к 2016 году было освоено 10 марок. В 2017—2018 годах на предприятии освоили производство новой линейки водорастворимых комплексных удобрений для открытого грунта, также была усовершенствована технология выпуска осветленной фосфорной кислоты и увеличены объёмы её выпуска.

## Экология
"Белая гора" - неофициальное название технологического полигона химических отходов ,рядом с микрорайоном "Лопатинский" города Воскресенск и СНТ Отрадное, так же рядом располагается СНТ Химки-2, СНТ Химки-3 и ПГТ Хорлово.
Белая гора является полигоном Фосфогипсов являющимися 4 классом опасных веществ (Мало-опасные). Эта искусственная гора является побочным эффектом добычи фосфоритов и фосфоритных удобрений. Гора имеет негативное влияние на экологию. 
• фосфогипс из которого состоит "белая гора" может выделять фтористые соединения, так же  ветра могут сдувать огромные тучи пыли с горы, что в последствии ухудшает воздух и дыхание.
• так же гора ухудшает состояние почвы близь себя, сейчас загрязнёнными считаются река Молчанка, озеро Чёрное, пруд Карьерный, а ещё множество мелких озёр близь горы. В ходе экспертизы проведённой местными жителями, кислотность озера превышает нормы. Так же влиянию подвержены близлежащие реки и озёра.
Это всё влияет на здоровье людей, а так же живых организмов. Последствия этих загрязнений, повышают риск заболевания дыхательных путей и другие заболевания. Так же это уничтожает местную микрофлору. Ещё это мешает работе земледелия в этом районе.

## Руководители предприятия
1. Первым директором был Изот Семёнович Хомутов (1930—1932). В 1934 директора у Химкомбината как такового не было. В 1930 году ему поручают возглавить строительство Московского комбината на егорьевских фосфатах, который впоследствии стал называться Воскресенский химический комбинат им. Куйбышева. Под руководством Хомутова предприятие развивается очень быстрыми темпами. Но в 1932 году Изот уезжает в Усолье, Иркутской области на строительство нового химзавода. В 1937 году осуждён по 58 статье пункту 7-Вредительство 9-Диверсии 10-антисоветская агитация и пропаганда 11-организационная контрреволюционная деятельность ?
2. Никита Степанович Опарин (1934—1938). Возглавил комбинат в ноябре 1934 года. По ряду причин цеха снизили объёмы выпуска готовой продукции — выполнение производственной программы составило только 80,7 %. Никита Степанович смог решить проблему , а так же увеличил объёмы производства ,но не смог обойти политические репрессии. Отсидев он вернулся на комбинат и работал там начальником цеха Фосфоритной муки.
3. Михаил Никитич Матвеев (1938—1939). В 1936—1937 годах работал на комбинате начальником смены. За время своего руководства из за ограниченных сроков , не смог предпринять решений по улучшению предприятия. В 1939 году стал парторгом ЦК ВКП(б).
4. Иван Иванович Каратаев (1939—1942). Воскресенский химкомбинат в предвоенные годы динамично развивался, численность работающих составляла около 3000 человек. С началом войны большая часть рабочих ушла на фронт, на завод пришли женщины и дети, но некоторых важных рабочих оставили. Немцы к осени подошли к Москве, до Воскресенска оставалось 20 километров. Химкомбинат осенью 1941 года немцы не бомбили — надеялись захватить его целым, но станцию и железнодорожные составы бомбили часто. В 1941 на Воскресенском химическом комбинате провели эвакуацию оборудования. В 1942 году Каратаев заболел воспалением лёгких и умер от болезни.
5. Докторов Николай Иванович (1950—1972) Герой Социалистического Труда, почётный гражданин города Воскресенска Московской области. Отличник физической культуры.
6. Николай Фёдорович Хрипунов (1980—1997).
7. Мурад Мухарбиевич Чапаров [4]   (2008 по 2012)
8. Сергей Александрович Дриневский[4] (2012-31.05.2017).
9. Шаблинский Анатолий Александрович[5] (01.06.2017-08.2020).
10. Трушков Дмитрий Анатольевич [6](08.2020-настоящее время).